# Canadees voetbalelftal in 2011
Het Canadees voetbalelftal speelde in totaal twaalf interlands in het jaar 2011, waaronder drie duels tijdens de strijd om de CONCACAF Gold Cup. Op de FIFA-wereldranglijst steeg Canada in 2011 van de 84ste (januari 2011) naar de 72ste plaats (december 2011). De nationale selectie stond (sinds 7 december 2009) onder leiding van Stephen Hart.

## Balans
| Wedstrijden | Wedstrijden | Wedstrijden | Wedstrijden | Doelpunten | Doelpunten | Doelpunten | Punten |
| Gespeeld    | Winst       | Gelijk      | Verlies     | Voor       | Tegen      | Saldo      | Punten |
| ----------- | ----------- | ----------- | ----------- | ---------- | ---------- | ---------- | ------ |
| 12          | 6           | 4           | 2           | 23         | 7          | +16        | 1.333  |

## Interlands
|                                                                |                         |       |        |                                                                          |
| 9 februari Vriendschappelijk № ?? «onderlinge duels» 16:00 uur | Griekenland             | 1 – 0 | Canada | AEL Arena, Larissa Toeschouwers: 14.800 Scheidsrechter: Svein Moen (NOR) |
| 9 februari Vriendschappelijk № ?? «onderlinge duels» 16:00 uur | Ioannis Fetfatzidis 63' |       |        | AEL Arena, Larissa Toeschouwers: 14.800 Scheidsrechter: Svein Moen (NOR) |

|                                                              |             |                     |        |                                                                                           |
| 29 maart Vriendschappelijk № ?? «onderlinge duels» 17:00 uur | Wit-Rusland | 0 – 1               | Canada | Antalya Atatürk Stadion, Antalya Toeschouwers: 2.500 Scheidsrechter: Yunus Yildirim (TUR) |
| 29 maart Vriendschappelijk № ?? «onderlinge duels» 17:00 uur |             | 57' Andrew Hainault |        | Antalya Atatürk Stadion, Antalya Toeschouwers: 2.500 Scheidsrechter: Yunus Yildirim (TUR) |

|                                                            |                                         |       |                                         |                                                                             |
| 1 juni Vriendschappelijk № ?? «onderlinge duels» 19:00 uur | Canada                                  | 2 – 2 | Ecuador                                 | BMO Field, Toronto Toeschouwers: 14.356 Scheidsrechter: Raymond Bogle (JAM) |
| 1 juni Vriendschappelijk № ?? «onderlinge duels» 19:00 uur | Terry Dunfield 23' Tosaint Ricketts 90' |       | 62' Cristian Benítez 64' Michael Arroyo | BMO Field, Toronto Toeschouwers: 14.356 Scheidsrechter: Raymond Bogle (JAM) |

| CONCACAF Gold Cup |
| ----------------- |

|                                                     |                                     |       |        |                                                                             |
| 7 juni Groep C «onderlinge duels» 20:00 uur (UTC−4) | Verenigde Staten                    | 2 – 0 | Canada | Ford Field, Detroit Toeschouwers: 28.209 Scheidsrechter: Walter López (GUA) |
| 7 juni Groep C «onderlinge duels» 20:00 uur (UTC−4) | Jozy Altidore 15' Clint Dempsey 62' |       |        | Ford Field, Detroit Toeschouwers: 28.209 Scheidsrechter: Walter López (GUA) |

|                                                      |                              |       |            |                                                                                       |
| 11 juni Groep C «onderlinge duels» 18:00 uur (UTC−4) | Canada                       | 1 – 0 | Guadeloupe | Raymond James Stadium, Tampa Toeschouwers: 27.731 Scheidsrechter: Trevor Taylor (BRB) |
| 11 juni Groep C «onderlinge duels» 18:00 uur (UTC−4) | Dwayne De Rosario 51' (pen.) |       |            | Raymond James Stadium, Tampa Toeschouwers: 27.731 Scheidsrechter: Trevor Taylor (BRB) |

|                                                      |                              |       |                 |                                                                                        |
| 14 juni Groep C «onderlinge duels» 19:00 uur (UTC−5) | Canada                       | 1 – 1 | Panama          | KC Soccer Stadium, Kansas City Toeschouwers: 20.109 Scheidsrechter: Walter López (GUA) |
| 14 juni Groep C «onderlinge duels» 19:00 uur (UTC−5) | Dwayne De Rosario 62' (pen.) |       | 90' Luis Tejada | KC Soccer Stadium, Kansas City Toeschouwers: 20.109 Scheidsrechter: Walter López (GUA) |

|  |  |  |  |  |  |  |  |  |

|                                                               |                                                                         |       |                 |                                                                            |
| 2 september WK-kwalificatie № ?? «onderlinge duels» 19:00 uur | Canada                                                                  | 4 – 1 | Saint Lucia     | BMO Field, Toronto Toeschouwers: 11.500 Scheidsrechter: Jair Marrufo (USA) |
| 2 september WK-kwalificatie № ?? «onderlinge duels» 19:00 uur | Josh Simpson 6' Dwayne De Rosario 50' Josh Simpson 61' Will Johnson 90' |       | 7' Tremain Paul | BMO Field, Toronto Toeschouwers: 11.500 Scheidsrechter: Jair Marrufo (USA) |

|                                                               |             |                                                       |        |                                                                                                  |
| 6 september WK-kwalificatie № ?? «onderlinge duels» 20:00 uur | Puerto Rico | 0 – 3                                                 | Canada | Juan Ramón Loubriel Stadion, Bayamón Toeschouwers: 4.000 Scheidsrechter: Enrico Wijngaarde (SUR) |
| 6 september WK-kwalificatie № ?? «onderlinge duels» 20:00 uur |             | 42' Iain Hume 84' Simeon Jackson 90' Tosaint Ricketts |        | Juan Ramón Loubriel Stadion, Bayamón Toeschouwers: 4.000 Scheidsrechter: Enrico Wijngaarde (SUR) |

|                                                             |             | |        |                                                                                        |
| 7 oktober WK-kwalificatie № ?? «onderlinge duels» 17:00 uur | Saint Lucia | 0 – 7 | Canada | Beausejour Stadion, Gros Islet Toeschouwers: 1.005 Scheidsrechter: Rolando Vidal (PAN) |
| 7 oktober WK-kwalificatie № ?? «onderlinge duels» 17:00 uur |             | 18' Simeon Jackson 28' Simeon Jackson 34' Olivier Occéan 42' Simeon Jackson 51' Olivier Occéan 72' Iain Hume 86' Iain Hume |        | Beausejour Stadion, Gros Islet Toeschouwers: 1.005 Scheidsrechter: Rolando Vidal (PAN) |

|                                                              |        |       |             |                                                                                 |
| 11 oktober WK-kwalificatie № ?? «onderlinge duels» 19:00 uur | Canada | 0 – 0 | Puerto Rico | BMO Field, Toronto Toeschouwers: 12.178 Scheidsrechter: Stanley Lancaster (GUY) |
| 11 oktober WK-kwalificatie № ?? «onderlinge duels» 19:00 uur |        |       |             | BMO Field, Toronto Toeschouwers: 12.178 Scheidsrechter: Stanley Lancaster (GUY) |

|                                                               |                      |       |        |                                                                                 |
| 11 november WK-kwalificatie № ?? «onderlinge duels» 19:00 uur | Saint Kitts en Nevis | 0 – 0 | Canada | Warner Park, Basseterre Toeschouwers: 4.000 Scheidsrechter: Elmer Bonilla (ESA) |
| 11 november WK-kwalificatie № ?? «onderlinge duels» 19:00 uur |                      |       |        | Warner Park, Basseterre Toeschouwers: 4.000 Scheidsrechter: Elmer Bonilla (ESA) |

|                                                               |                                                                                       |       |                      |                                                                              |
| 15 november WK-kwalificatie № ?? «onderlinge duels» 19:00 uur | Canada                                                                                | 4 – 0 | Saint Kitts en Nevis | BMO Field, Toronto Toeschouwers: 10.235 Scheidsrechter: Ricardo Cerdas (CRC) |
| 15 november WK-kwalificatie № ?? «onderlinge duels» 19:00 uur | Olivier Occéan 28' Dwayne De Rosario 36' (pen.) Josh Simpson 61' Tosaint Ricketts 88' |       |                      | BMO Field, Toronto Toeschouwers: 10.235 Scheidsrechter: Ricardo Cerdas (CRC) |

## FIFA-wereldranglijst
| JAN | FEB | MAR | APR | MEI | JUN | JUL | AUG | SEP | OKT | NOV | DEC |
| --- | --- | --- | --- | --- | --- | --- | --- | --- | --- | --- | --- |
| 84  | 80  | 84  | 75  | 77  | 83  | 105 | 102 | 87  | 83  | 72  | 72  |

## Statistieken
| Lars Hirschfeld       | 1978-10-17 | Vålerenga IF         | 5  | 1 | 0 |   |   |
| Milan Borjan          | 1987-10-23 | Sivasspor            | 5  | 0 | 0 | 5 | 0 |
| Kenny Stamatopoulos   | 1979-08-28 | AIK Solna            | 2  | 0 | 0 |   |   |
| Verdediging           |            |                      |    |   |   |   |   |
| Kevin McKenna         | 1980-01-21 | 1. FC Köln           | 7  | 0 | 0 |   |   |
| André Hainault        | 1986-06-17 | Houston Dynamo       | 6  | 1 | 1 |   |   |
| David Edgar           | 1987-05-19 | Burnley FC           | 5  | 2 | 0 | 7 | 0 |
| Mike Klukowski        | 1981-05-27 | Manisaspor           | 5  | 0 | 0 |   |   |
| Adam Straith          | 1990-09-11 | 1. FC Saarbrücken    | 5  | 0 | 0 |   |   |
| Ante Jazić            | 1976-02-27 | CD Chivas USA        | 4  | 0 | 0 |   |   |
| Marcel de Jong        | 1986-10-15 | FC Augsburg          | 2  | 0 | 0 |   |   |
| Dejan Jaković         | 1985-07-16 | DC United            | 2  | 0 | 0 |   |   |
| Jaime Peters          | 1987-05-04 | AFC Bournemouth      | 1  | 2 | 0 |   |   |
| Ashtone Morgan        | 1991-02-09 | Toronto FC           | 1  | 1 | 0 | 2 | 0 |
| Adrian Cann           | 1980-09-19 | Toronto FC           | 1  | 0 | 0 |   |   |
| Nana Attakora-Gyan    | 1989-03-27 | San Jose Earthquakes | 0  | 1 | 0 |   |   |
| Middenveld            |            |                      |    |   |   |   |   |
| Josh Simpson          | 1983-05-15 | Young Boys Bern      | 11 | 1 | 3 |   |   |
| Dwayne De Rosario     | 1978-05-15 | DC United            | 11 | 0 | 4 |   |   |
| Will Johnson          | 1987-01-21 | Real Salt Lake       | 10 | 1 | 1 |   |   |
| Nikolas Ledgerwood    | 1985-01-16 | SV Wehen             | 8  | 0 | 0 |   |   |
| Julian de Guzmán      | 1981-03-25 | Toronto FC           | 7  | 1 | 0 |   |   |
| Terry Dunfield        | 1982-02-20 | Toronto FC           | 6  | 1 | 1 |   |   |
| Atiba Hutchinson      | 1983-02-08 | PSV Eindhoven        | 5  | 0 | 0 |   |   |
| Jonathan Beaulieu     | 1988-09-27 | Preußen Münster      | 2  | 2 | 0 |   |   |
| Pedro Pacheco         | 1984-06-27 | CD Santa Clara       | 1  | 3 | 0 |   |   |
| Patrice Bernier       | 1979-09-23 | Lyngby BK            | 1  | 0 | 0 |   |   |
| Issey Nakajima-Farran | 1984-05-16 | Brisbane Roar        | 0  | 1 | 0 |   |   |
| Aanval                |            |                      |    |   |   |   |   |
| Simeon Jackson        | 1987-03-28 | Norwich City         | 9  | 3 | 4 |   |   |
| Iain Hume             | 1983-10-30 | Preston North End    | 4  | 0 | 3 |   |   |
| Olivier Occéan        | 1981-10-23 | SpVgg Greuther Fürth | 3  | 2 | 3 |   |   |
| Tosaint Ricketts      | 1987-08-06 | FC Timișoara         | 1  | 8 | 3 | 9 | 3 |
| Rob Friend            | 1981-01-23 | Eintracht Frankfurt  | 1  | 4 | 0 |   |   |
| Ali Gerba             | 1981-09-04 | Montreal Impact      | 1  | 1 | 0 |   |   |
| Marcus Haber          | 1989-01-11 | St. Johnstone FC     | 0  | 1 | 0 |   |   |

Canadese voetbalbond · A-internationals · Bondscoaches · Selecties · Statistieken · Canadees vrouwenelftal · Canada U21 · Canada U20 · Canada U19 · Canada U18 · Canada U17
1885 – 1949 ·
1950 – 1969 ·
1970 – 1979 ·
1980 – 1989 ·
1990 – 1999 ·
2000 – 2009 ·
2010 – 2019 ·
2020 − 2029
WK 1986
OS 1904 · 
OS 1976 · 
OS 1984
1885 · 
1886 · 
1887 · 
1888 · 
1889–1903 · 
1904 · 
1905–1923 · 
1924 · 
1925 · 
1926 · 
1927 · 
1928–1936 · 
1937 · 
1938–1956 · 
1957 · 
1958–1967 · 
1968 · 
1969–1971 · 
1972 · 
1973 · 
1974 · 
1975 · 
1976 · 
1977 · 
1978–1979 · 
1980 · 
1981 · 
1982 · 
1983 · 
1984 · 
1985 · 
1986 · 
1987 · 
1988 · 
1989 · 
1990 · 
1991 · 
1992 · 
1993 · 
1994 · 
1995 · 
1996 · 
1997 · 
1998 · 
1999 · 
2000 · 
2001 · 
2002 · 
2003 · 
2004 · 
2005 · 
2006 · 
2007 · 
2008 · 
2009 · 
2010 · 
2011 · 
2012 · 
2013 ·
2014 ·
2015 ·
2016 ·
2017 ·
2018 ·
2019 ·
2020 ·
2021 ·
2022
Amerikaanse Maagdeneilanden ·
Argentinië ·
Armenië ·
Aruba ·
Australië ·
Azerbeidzjan ·
Bahrein ·
Barbados ·
België ·
Belize ·
Bermuda ·
Brazilië ·
Bulgarije · 
Chili ·
China ·
Colombia ·
Congo-Brazzaville ·
Costa Rica ·
Cuba ·
Curaçao ·
Cyprus ·
DDR ·
Denemarken ·
Dominica ·
Duitsland ·
Ecuador ·
Egypte ·
El Salvador ·
Engeland ·
Estland ·
Faeröer · 
Finland ·
Frankrijk ·
Ghana ·
Griekenland ·
Guatemala ·
Haïti ·
Honduras ·
Hongarije ·
Hongkong ·
Ierland ·
IJsland ·
Indonesië ·
Iran ·
Italië ·
Jamaica ·
Japan ·
Joegoslavië ·
Kaaimaneilanden ·
Kameroen ·
Kroatië ·
Libië ·
Luxemburg ·
Maleisië ·
Malta ·
Marokko ·
Mauritanië ·
Mexico ·
Moldavië ·
Nederland ·
Nieuw-Zeeland ·
Nigeria ·
Noord-Ierland ·
Noord-Korea ·
Noord-Macedonië ·
Oekraïne ·
Oezbekistan ·
Oostenrijk ·
Panama ·
Paraguay ·
Peru ·
Polen ·
Portugal ·
Puerto Rico ·
Qatar ·
Saint Kitts en Nevis ·
Saint Lucia ·
Saint Vincent en de Grenadines ·
San Marino ·
Saoedi-Arabië ·
Schotland ·
Singapore ·
Slovenië ·
Sovjet-Unie ·
Spanje ·
Suriname ·
Trinidad en Tobago ·
Tsjechië ·
Tunesië ·
Turkije ·
Uruguay ·
Venezuela ·
Verenigde Staten ·
Wales ·
Wit-Rusland ·
Zuid-Afrika ·
Zuid-Korea ·
Zwitserland
België (2022)